# Fredriksdal museer och trädgårdar

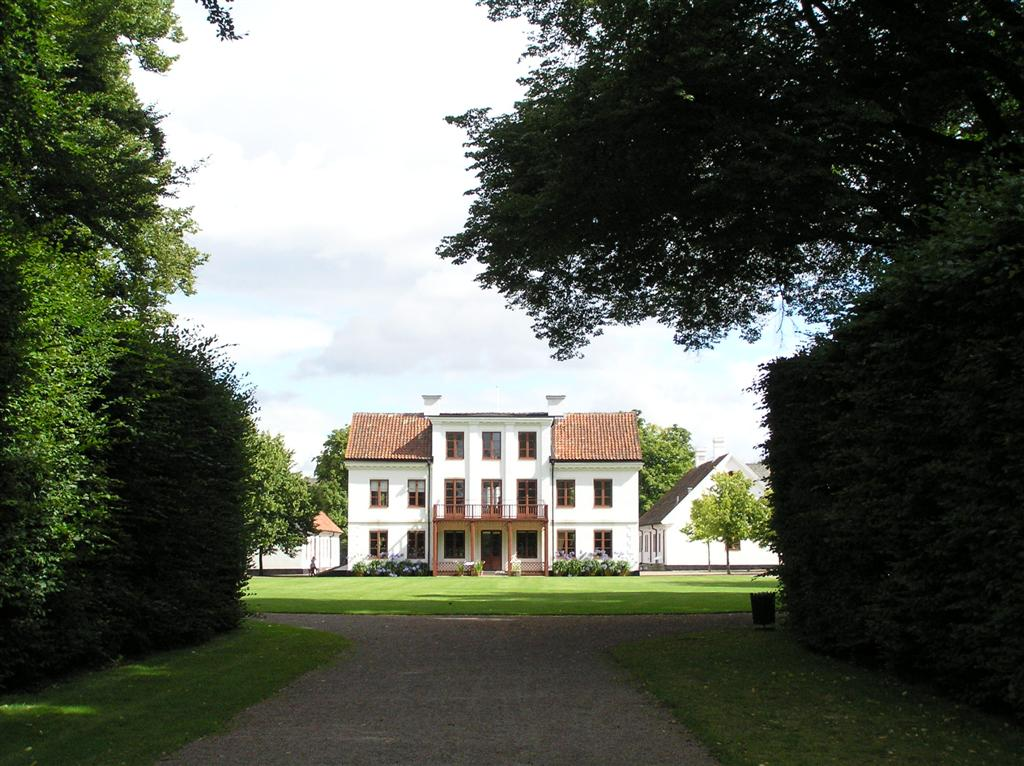
Fredriksdals herrgård

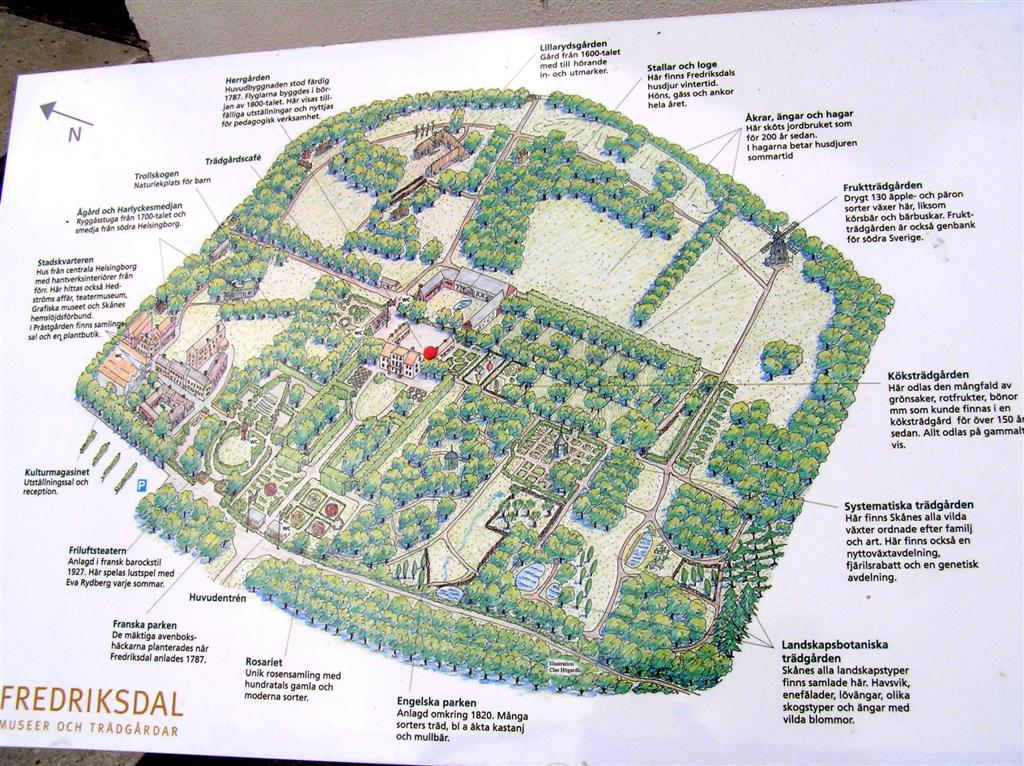
Översiktskarta

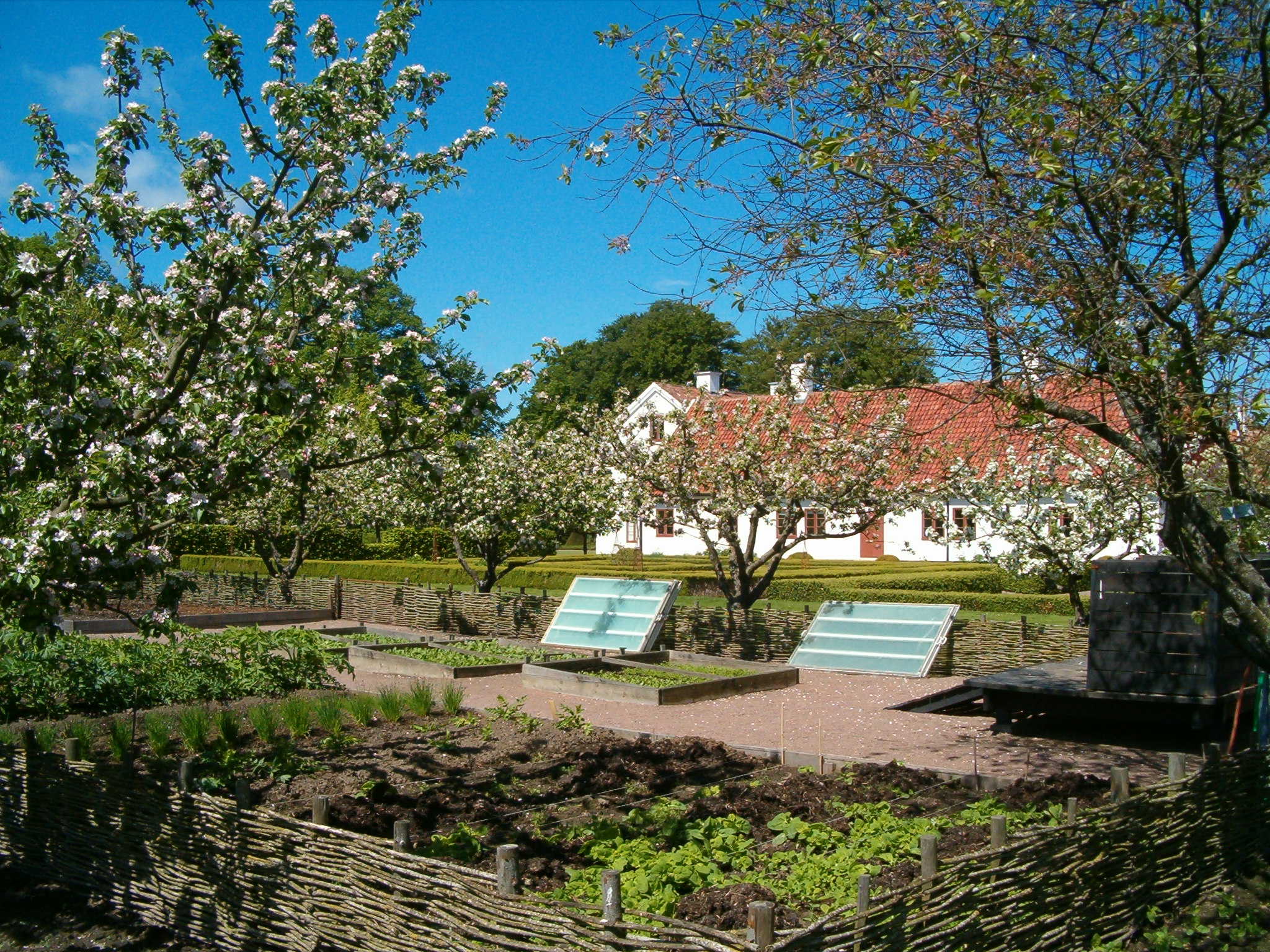
Fruktträdgården

Fredriksdal museer och trädgårdar är ett friluftsmuseum på 36 hektar i Helsingborg uppbyggt kring en herrgårdsliknande huvudbyggnaden på egendomen Fredriksdal. Fredriksdal var ursprungligen anlagt som ett landeri, ett slags sommarställe, av Fredrik Wilhelm Cöster år 1787. Egendomen köptes av konsul Oscar Trapp i slutet av 1800-talet och stora delar av marken tillsammans med huvudbyggnad och ekonomibyggnader donerades till Helsingborgs stad av dennes änka, Gisela Trapp, år 1918. Friluftsmuseet öppnade för allmänheten år 1923. Museet med sina 36 hektar är en av de största anläggningarna i sitt slag i Sverige och är dessutom speciell för sin betoning på det biologiska kulturarvet. Fredriksdal omfattar idag de ursprungliga byggnaderna, de historiska parkerna, köksträdgården, äldre allmogegårdar, historiska lantbruk, det gamla stadskvarteret från centrala Helsingborg samt en botanisk trädgård med skånska växter och biotoper. På området finns även Fredriksdalsteatern som anlades 1923 som en häckteater i barockstil. 
Museets logotyp består av ett stiliserat träd i vitt på en olivgrön bakgrund och är designad av Bodil Tegsell. Logotypen vann år 2006 Svenska Designpriset i kategorin "Identitet Print - Profil".

## Parken
På de 36 hektaren mark finns ett flertal parker och trädgårdar, alla med olika syften och bruk. Parkerna används i huvudsak för att visa hur människan betraktat naturen genom århundraden medan trädgårdarna och odlingsmarken används som ett historiskt lantbruk. 

### Franska parken
Den franska parken kom troligtvis till i samband med att herrgården byggdes 1787. Parken har idag tydliga drag av barockträdgård, om än i liten skala. Typiska drag är den centrala mittaxeln genom hela anläggningen, parterren - den stora gräsmattan framför huvudbyggnaden, boskéerna - häckrummen med träddungar och de tuktade lövgångarna och häckarna. Idag är de stämningsskapande lövgångarna av avenbok det värdefullaste historiska inslaget i parken.
Den franska parken har tyngdpunkt på symmetri och perspektiv. Denna del är den första man ser när man anländer genom huvudentrén. Närmast herrgården öppnar naturen upp sig genom en öppen gräsyta kantad av utplanterade lavendelringar, designade av landskapsarkitekten Sven Ingvar Andersson på 1960-talet, på vardera sida. 

### Engelska parken
Den engelska parken anlades troligen i mitten av 1800-talet på marker som tidigare varit åker eller äng. Inspirerade av naturromantiken slingrar sig gångstigar fram genom ömsom solbelysta ytor ömsom skuggande trädgrupper. Växtligheten utgörs främst av sydsvenska arter, bland annat kastanj och mullbär. På våren växer mattor av vitsippor och narcisser under trädens ljusa kronor.På sommaren slås parkens ängsmarker och blir vinterfoder åt Fredriksdals djur. Det lilla åttakantiga lusthuset flyttades till engelska parken från Sylvanska trädgården i Helsingborg. Lusthuset är troligen uppfört kring 1810.

### Köksträdgården
Den historiska köksträdgården ligger söder om herrgården och växte successivt fram från 1800-talets början till 1870-talet. Köksträdgården är idag cirka 1,5 hektar stor och uppdelad i tio kvarter för köksväxter inramade av fruktträd och bärbuskar. Utformningen av trädgården är en kvarleva från Vasaslottens renässansträdgårdar som levt kvar kring mindre herrgårdar. Idag bidrar köksträdgården till att bevara och visa upp den rikedom av grönsaks-, bär-  och fruktsorter som funnits förr. Fredriksdal är ett lokalt klonarkiv för äldre sydsvenska fruktsorter som ska bevaras för framtiden. Totalt finns det cirka 120 olika fruktsorter av äpple, päron, plommon och körsbär i arkivet. I trädgården finns också en samling rabarbersorter insamlade från södra och mellersta Sverige.
I köksträdgården odlas också bland annat rödbetor och bondbönor på ekologiskt vis med samma metoder man använde för att gödsla och bekämpa skadedjur som för 150 år sedan. Närmast trädgården ligger Fredriksdals örtagård, utplanterad bland formklippta, geometriskt utplacerade, buxbomshäckar, vilken innehåller bland annat krusmynta, hjärtansfröjd, gubbaskägg och apotekarros. Växtodlingen på Fredriksal är KRAV-certifierad. 

### Rosariet
Fredriksdals Rosarium innehåller cirka 400 sorter och arter av rosor. Rosariet består av två delar, en kulturhistorisk del och tematisk del. I den kulturhistoriska delen kan rosens historia följas med start vid Mumierosen, Rosa x richardii "Sancta", en sort funnen i en egyptisk grav från 100-talet efter Kristus. Ingen annan sort kan spåras längre tillbaks i tiden. I den kulturhistoriska delen växer främst gammaldags, väldoftande engångsblommande rosor med höjdpunkt för blomningen i månadsskiftet juni-juli. I den tematiska delen finns moderna rosor, som oftast blommar hela sommaren, grupperade i fyra rum efter färg: vit, rött, rosa och gult. Rosorna är samkomponerade med klematis, perenner och annueller.

### Mamsellens trädgård
På herrgårdens norra sida ligger en liten trädgård vid namn Mamsellens trädgård, vilken är utlagd enligt samma ideal som den franska parken. Vid parken ligger, parallellt med gårdens norra flygel, en byggnad som tidigare fungerade som stall för kör- och ridhästar åt herrskapet på gården. I byggnaden inryms Gisela Trapps Krog och Kafé. Intill kaféet ligger en mindre korsvirkesbyggnad som är en del av Fredriksdals ursprungliga byggnader, samt en annexbyggnad, uppförd 1994. Som en gåva från museet inför Nils Poppes 90-årsdag 1998 fick caféet annex namnet Poppes paviljong.

## Botaniska trädgården

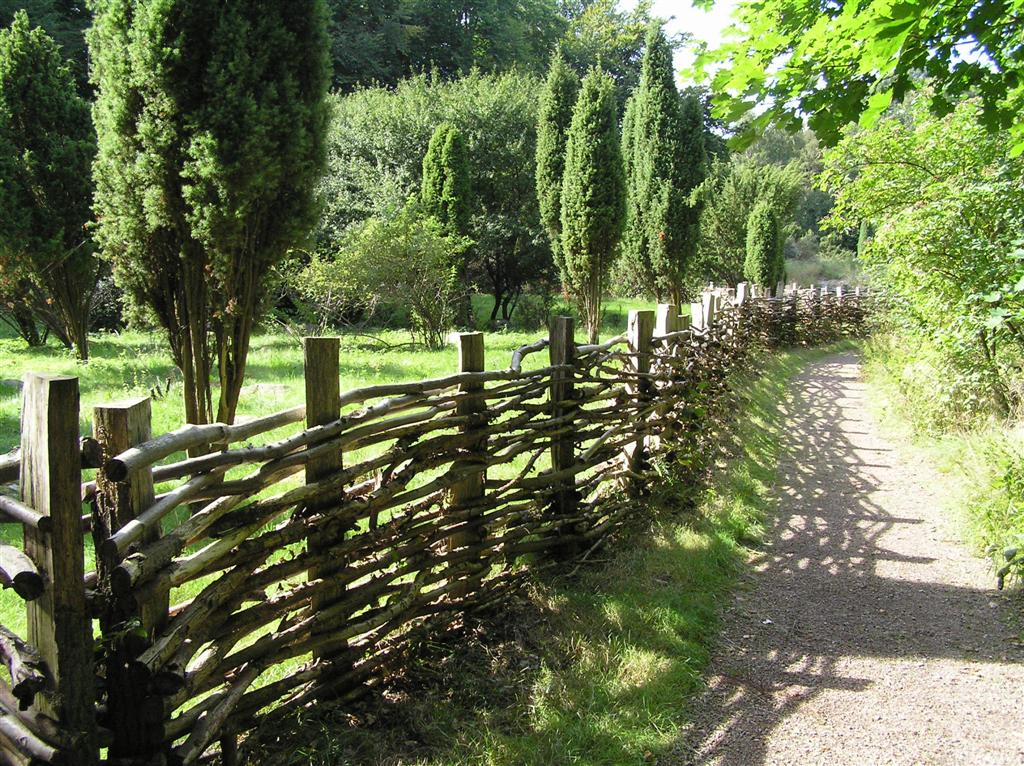
Enebacken

I det donationsbrev som Gisela Trapp lämnade efter sig önskade hon att det skulle anläggas en botanisk trädgård i anknytning till herrgården. Detta genomfördes på 1930-talet då man la upp en plan om hur trädgården skulle utformas. 
Den botaniska trädgården är unik genom att visa Skånes vilda flora och växtmiljöer. Trädgården är uppdelad i en systematisk del och en landskapsbotanisk del med naturliga växtmiljöer som avspeglar växtmiljöer från olika delar av Skåne. 
I trädgårdens systematiska del kan stora delar av Skånes vilda flora upplevas. Växterna odlas ordnade efter släktskap. Här kan man se, lukta och känna på de olika växterna och lära sig deras namn. Skåne är det landskap som har allra flest vilda växter i Sverige. Flera av arterna finns bara i Skåne i hela landet. Tyvärr är Skåne också det landskap som har flest utrotningshotade arter. Fredriksdal arbetar aktivt med att bevara den skånska floran. Många rödlistade växter finns i odling på Fredriksdal för att de ska fungera som en säkerhetskopia ifall de skulle dö ut i naturen. Tillsammans med Länsstyrelsen i Skåne, Lunds botaniska förening och Botaniska trädgården vid Lunds universitet samlar Fredriksdal in hotade växter i den skånska naturen. Efter hand som fler frön odlats fram, flyttas växterna på nytt ut i naturen i nya växtmiljöer eller tidigare som restaurerats. Några av de rödlistade växter som finns i odling på Fredriksdal är sandnejlika, kalvnos, åkerranunkel, sommarklynne, spjutsporre, fältnocka, klubbfibbla, klockgentiana, ängssilja och slåttergubbe.
I den landskapsbotaniska delen finns olika sorters ängar. Ängarna är anlagda från 1950-talet och fram till 1980-talet och flera av dem visar nu en hög artrikedom av traditionella ängsväxter. Eftersom bara en bråkdel av Skånes ängar finns kvar har ett stort antal växte och djur som gynnats av det historiska ängsbruket minskat kraftigt i utbredning och antal. Fredriksdals ängar fagas på våren, vilket innebär att fjolårets löv krattas bort för att ge vårens växtlighet solljus och utrymme. Under juli månad skördas ängarnas växtlighet med moderna, lätta slåtterbalkar som är skonsamma mot mark och växtlighet. Höet torkas och blir till vinterfoder för Fredriksdals lantrasdjur. Framåt hösten när ängarnas växtlighet åter vuxit till sig, efterbetas de av Fredriksdals nötboskap. I Fredriksdals botaniska trädgård kan man uppleva en löväng med hamlade träd, en kalkrik fuktäng med ett stort antal olika ängsväxter och flera andra ängar.
Det finns även en liten allmogeåker som odlas med en äldre sort höstråg. Lika intressant som själva grödan är åkerns många vilda växter. Många åkerogräs är idag bland de mest sällsynta växterna i landet. De är väl anpassade till historiskt åkerbruk, men dessa arter minskade kraftigt under 1900-talet när utsädesrensningen blev bättre och kemiska bekämpningsmedel började användas.
I anslutning till trädgårdens systematiska del finns nyttoväxtträdgården som visar vilda växter och kulturväxter utifrån hur de har använts genom tiderna. Här finns färg- (uppslagsord växtfärgning) och medicinalväxter och växter som använts som byggnadsmaterial och parfym. Här finns också en plantering som visar Linnés systematik av de vilda växterna som han delade in i 24 klasser utifrån antal ståndare.
I områdets sydligaste del har man inrättat ett flertal olika skogar, var och en bestående av ett träslag. De olika skogarna består av alm, al, ask, björk, bok, ek, gran och tall, samt en lövblandskog.

## Byggnadshistorisk del

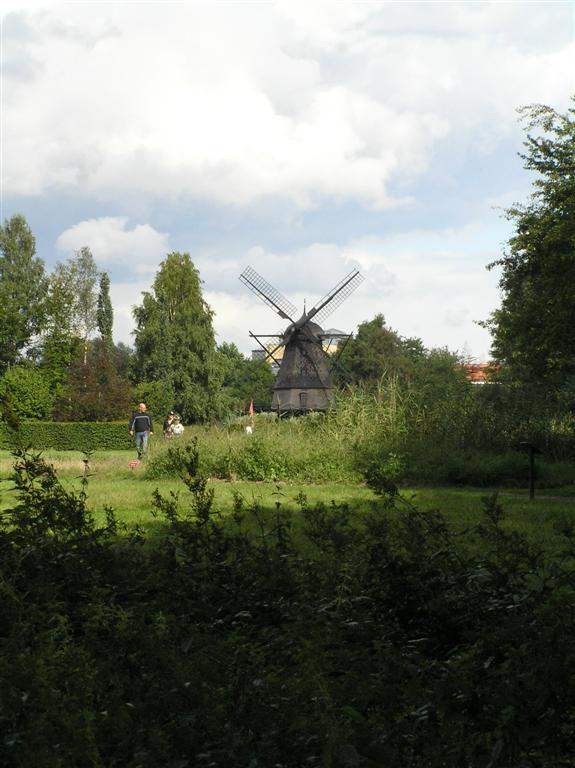
Möllan

Till friluftsmuseet har man flyttat flera äldre byggnader och gårdar, dessa kommer både från stad och landsbygd, huvudsakligen från Skåne men även från Halland och Småland.

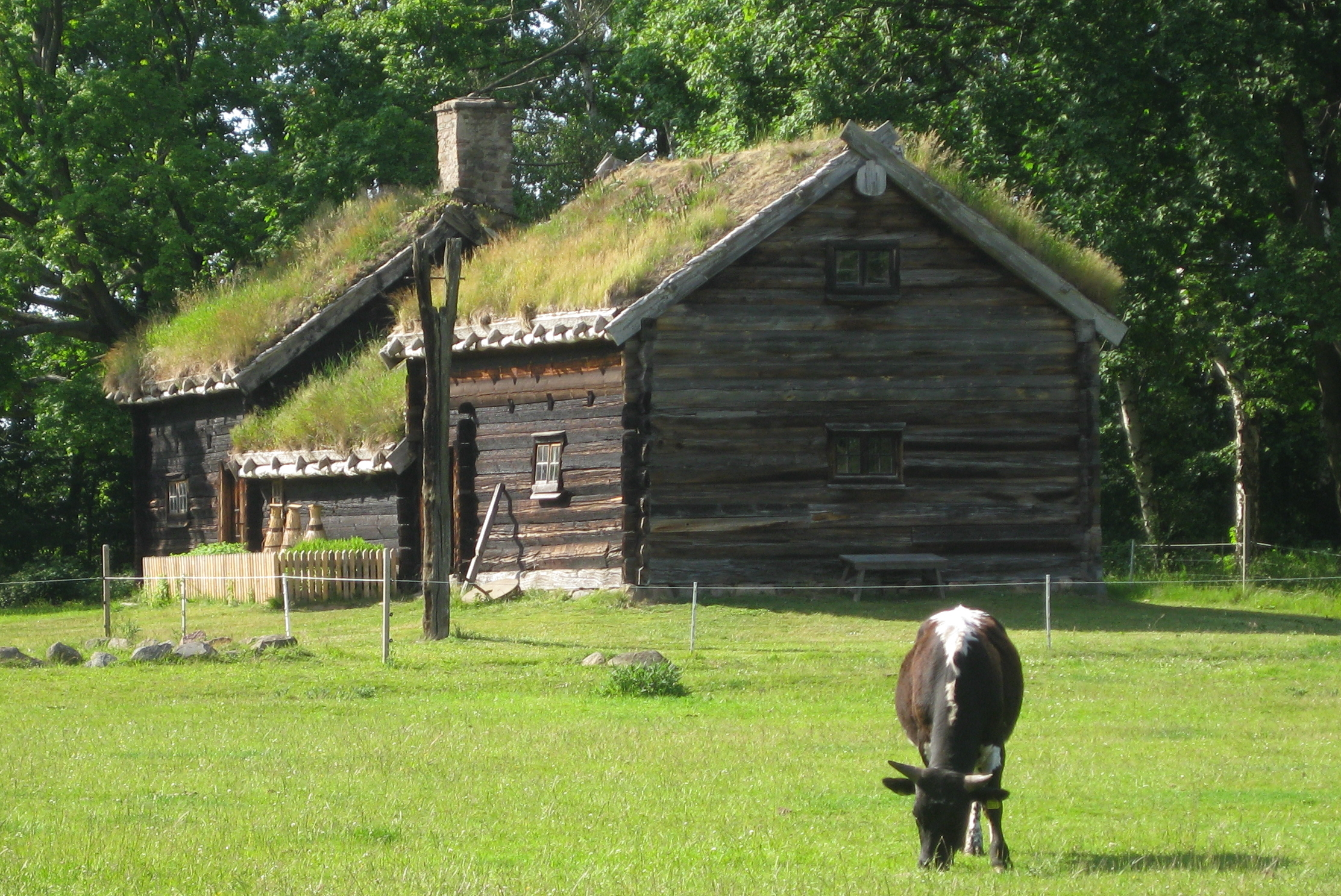
Ågård

Flera av de mindre byggnaderna från landsbygden - en skvaltkvarn, en malttorka, en ängslada från södra Halland och den så kallade Teglarödsstugan - kom till Fredriksdal genom Mårten Sjöbecks försorg. 

I stadskvarteret finns tillflyttade byggnader från centrala Helsingborg samt interiörer och utställningar. Här finns också Grafiska museet och Kulturmagasinet som byggdes 1986 respektive 1996. Stadskvarteret på Fredriksdal tillkom på 1940-, 1950- och 1960-talen då man rev en stor del av bebyggelsen i Helsingborg för ge plats åt nya hus. 

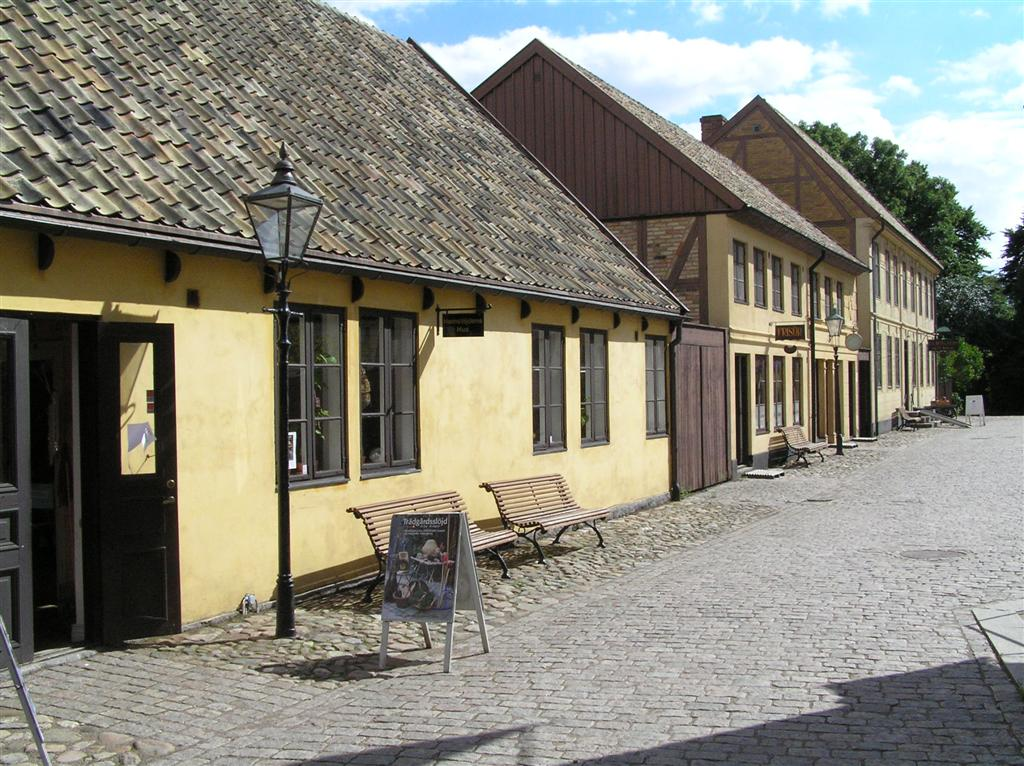
Stadskvarteren

### Byggnader från landsbygden
- Lillarydsgården, trelängad gård från 1600-talet, är den äldsta gården på Fredriksdal. Lillarydsgården flyttades till Fredriksdal från Perstorps socken i norra Skåne.Det finns tillhörande åkrar och kålgård, där man kan få se hur olika grödor odlades kring mitten av 1800-talet. Det finns även ängar och hagar där museets lantrasdjur betar under delar av året.
- Ågård, ryggåsstuga från 1810, tidigare belägen i södra Småland, är den första byggnaden som flyttades till Fredriksdal. Gården bestod ursprungligen av fyra längor. Dessa flyttades till Fredriksdal 1922–1923. Efter en brand 1962 återstår endast boningslängan. Förutom gården flyttades även tillhörande bössmedja till Fredriksdal.
- Harlyckesmedjan, från sydöstra Helsingborg byggdes 1888 och flyttades till Fredriksdal 1967.
- Ringstorps mölla, byggdes 1803 på Ringstorp i Helsingborg. Möllan var i bruk till 1914. Den återuppfördes på Fredriksdal 1929-1931.
- Teglarödsstugan, var ursprungligen en del av gården Stora Teglaröd  (även Stora Telleröd[1]) utanför Svalöv i västra Skåne. Den byggdes 1791 i skiftesverk av ek. Gården var ursprungligen, precis som Ågården, fyrlängad. Stugan, som utgjorde köks- och stugavdelning i boningslängan, flyttades 1880 till Knutstorps gods där den användes som lekstuga. Den flyttades sedan igen och återuppfördes på Fredriksdal 1926. Byggnaden omfattar stuga, kök och farstu och är försett med jordstampat golv.
- Skvaltkvarnen, från stora Pålstorps by i norra Skåne, förmodligen byggd på 1700-talet. Gjord i skiftesverk i ek och försedd med halmtak. Återuppförd på Fredriksdal på 1920-talet.
- Malttorkan, ursprungligen från Svaluf i Farhult socken på Kullahalvön, troligtvis byggd i slutet av 1700-talet. Byggd i korsvirke med halmflätad fyllning i vilken är lerklinad och gulmålad. Malttorkan återuppfördes på Fredriksdal 1926.
- Timmersåg, troligen från 1800-talet, stod ursprungligen i Hyllstofta i norra Skåne. Timmersågen återuppfördes på Fredriksdal 1936–1937.
- Ängslada, byggd på 1800-talet, ursprungligen från Mjälahult i Halland. Återuppförd och rekonstruerad på Fredriksdal under 1920-talet.
- Vattenkvarn med benstamp, kommer från gården Smedjeryd i Riseberga socken. Kvarnen byggdes 1795 och inrymde då en vadmalsstamp. Denna byggdes om till benstamp, troligtvis på 1860-talet. I benstampen krossades djurben till benmjöl som användes till gödsel.

### Byggnader och interiörer i stadskvarteret
- Strömgrändsgården, handelsgård från 1700- och 1800-talet som ursprungligen låg mellan Norra storgatan, Kullagatan och Strömgränd. Byggnaderna skulle rivas för att lämna plats till Trygg Fylgiahuset (Trygg-Hansahuset). Några av gårdens byggnader återuppfördes på Fredriksdal i slutet av 1960-talet.
- Hedströms affär, vilken tidigare låg i en byggnad på Norra Storgatan i Helsingborg och hette Hedströms handelsgård. Revs för att ge plats åt ett EPA-varuhus.
- Ernst Anderssons handskmakeri, grundades 1906 och låg på Norra Storgatan 5 i Helsingborg. Verksamheten upphörde på 1970-talet, delar av verksamheten skänktes till Fredriksdal.
- Kaffestunden, en utställningen och interiör om kaffe och fika. Kafédelen har inspirerats av Hamnpaviljongen som fram till 1946 låg ute på Helsingborgs hamnpir.
- Lindbergs Gördelmarkeri, monterades upp på Fredriksdal 1978. Gördelmakeriet låg på Södra Strandgatan, verksamheten startade 1847 och upphörde 1967.
- Olympiagrillen, kom till Fredriksdal i slutet av 1990-talet. Den var innan dess placerade på S:t Pedersgatan i Helsingborg.
- Béenska huset, uppfördes troligen 1758 men har delar av äldre datum. Byggnaden låg ursprungligen på Norra Storgatan intill Hedströmska gården. Huset uppfördes på Fredriksdal i slutet av 1960-talet. Det kallas Hemslöjdshuset i folkmun eftersom sista hyresgästen var Skånes Hemslöjdsförening.
- Kulturmagasinet, byggt 1996 då Helsingborgs museum överförde sina samlingar till Fredriksdal.
- Grafiska museet, invigdes 1995 och inhyser Nordens största Tryckerimuseum.
- Ericahusen, låg ursprungligen på Kullagatan i kvarteret Magnus Stenbock. De två husen är från 1700-talet och början av 1800-talet. Erica modehus, som var sista hyresgäst, har fått ge namn åt husen. Sedan 2017 har en utställning om Erica modehus flyttat in i ett av husen. I det andra husets entréplan finns en interiör från Thor Winetts rak- och frisersalong som ursprungligen låg i Gamlegård på Norra Storgatan 9. En trappa upp finns Martha Persson Hennings Öron-näsa-halsmottagning och Hjalmar Bertofts tandläkarmottagning från 1920-talet.
- Kägelbanan, byggd 1904 invid Gästgivargården i Mörarp öster om Helsingborg. Byggnaden flyttades till Fredriksdal 1988.
- Lusthuset, byggdes 1810 och stod ursprungligen på landborgen ovanför Norra storgatan i Helsingborg. 1867 flyttades byggnaden till den Sylwanska trädgården och 1939 till Fredriksdal.

## Evenemang
Det arrangeras regelbundet olika evenemang på friluftsmuseet, oftast riktade till barn. Det finns ett 50-tal olika aktiviteter för barn och vuxna, bland annat påsk-, nationaldags- midsommar-, och julfirande. Andra evenemang är Rosdagar, där man samlar experter och entusiaster för att ge råd och tips om rosor, och Mikaeli marknad, en allmogemarknad med skörd, odling och hantverk. Det finns historievandringar för barn och olika trädgårdsutställningar.